# Draga (Dvor)
Draga , también Zrinska Draga , es una localidad de Croacia en el municipio de Dvor, condado de Sisak-Moslavina.

## Geografía
Se encuentra a una altitud de 319 m s. n. m. a 119 km de la capital nacional, Zagreb.

## Demografía
En el censo 2011, la población se encontraba oficialmente sin habitantes, aunque llegó a tener más de 200 hasta la década de 1970.